# 2022 FIFAワールドカップ・予選
本項目では、カタールで開催される2022 FIFAワールドカップの出場国を決めるための予選（英: FIFA World Cup Qatar 2022 Qualifiers）について述べる。

## 出場枠
2015年5月30日にFIFAは、2018 FIFAワールドカップならびに2022 FIFAワールドカップの大陸連盟別出場枠（開催国枠は除いた数）を、2014 FIFAワールドカップのものから変更しない（下記の表）と発表した。
| 大陸連盟 | AFC   | CAF | CONCACAF | CONMEBOL | OFC | UEFA | 合計 |
| -------- | ----- | --- | -------- | -------- | --- | ---- | ---- |
| 出場枠   | 4.5+H | 5   | 3.5      | 4.5      | 0.5 | 13   | 32   |

なお、FIFAは今大会の本大会出場国数を32から48に増やす可能性を示していたものの、実現はしなかった（2022 FIFAワールドカップ#出場チーム数拡大の前倒しの動きを参照）。

## 予選出場を辞退または棄権したチーム
今大会の予選では、COVID-19流行やウクライナ侵攻などにより、出場辞退、棄権、資格停止となったチームが相次いだ。
- 北朝鮮 - アジア2次予選グループHにて5試合を消化していたが、AFCは2021年5月19日、北朝鮮がCOVID-19流行により残り3試合を棄権する事を発表した。アジア2次予選グループHにおける北朝鮮との対戦成績は無効とした[2]。
- セントルシア - COVID-19流行により組み合わせ抽選後に北中米カリブ海1次予選の出場を辞退。北中米カリブ海1次予選グループEは1チーム少ない4チームで行われる事になった。
- アメリカ領サモア、サモア - COVID-19流行によりオセアニア予選の出場を辞退。オセアニア予選は9チームで行われる事になったために予選フォーマットが変更となり、FIFAランキング下位のトンガとクック諸島は新設されたオセアニア予備予選からの参加となった。
- トンガ - 2022年のフンガ・トンガ噴火を理由にオセアニア予備予選の出場を辞退。対戦予定であったクック諸島がオセアニア1次予選に進出。
- バヌアツ、クック諸島 - 代表選手に新型コロナウイルス陽性者が多数発生したため、オセアニア1次予選グループAを棄権。すでに行われていたクック諸島対ソロモン諸島の成績は無効とした。オセアニア1次予選グループAに入っていたソロモン諸島とタヒチがオセアニア2次予選（決勝トーナメント）に進出。
- ロシア - ヨーロッパ予選グループHを2位で通過し、ヨーロッパ2次予選（プレーオフ）ではパスBに組み入れられていた。直前に発生したウクライナ侵攻により、UEFAは2022年2月25日にロシア国内における試合停止を決定。同年3月1日にFIFAとUEFAはすべてのロシアチームの（国際大会への）参加を停止することを決定したと同時に、対戦相手であったポーランドの不戦勝が確定した[3]。ロシアサッカー連合はスポーツ仲裁裁判所（CAS）に処分への異議を訴えていたものの、CASは同年3月18日に訴えを棄却する決定を下した[4]。

## 方式
予選方式は以下の通り決定しなければならない。
- ホーム・アンド・アウェーによる総当たり戦ないし2チームの直接対戦を原則とする。FIFAが認めた場合、1つの国・地域における総当たり戦ないし1試合勝負での2チームの直接対戦を組むこともできる。（大会規定 20.4節）
- 対戦チームの組み合わせをチームの成績に基づいて決める場合は、FIFAランキングを利用しなければならない。（大会規定 20.1節）
- 総当たり戦において、グループ内順位が同一であるチームを異なるグループ間で順位付けする必要がある場合は、FIFAにその方式を提出して承認を受けなければならない。（大会規定 20.8節）
- ホーム・アンド・アウェーで2チームが対戦する場合、対戦順序はFIFAの抽選により決定する。また2試合を終えて総得点・アウェーゴール数ともに並んだ場合は延長戦を行うが、延長戦の間に入った点数についてもアウェーゴールルールを適用する（延長戦の間の得点が1-1以上の同点であれば、延長戦を行った際のアウェーのチームが勝利となる）。（大会規定 20.10節）

### 順位決定方式
総当たり戦において勝ち点が並んだチームについては、以下の優先順位により順位を付ける。（大会規定 20.6節, 20.7節）
1. グループ内の全試合における得失点差
2. グループ内の全試合における総得点
3. 該当チーム間での直接対戦における勝ち点
4. 該当チーム間での直接対戦における得失点差
5. 該当チーム間での直接対戦における総得点
6. 該当チーム間での直接対戦におけるアウェーゴール数（ホーム・アンド・アウェー方式で、かつ2チームのみが順位で並んでいる場合）
7. フェアプレーポイント（1枚目のイエローカード1点、2枚目のイエローカードによるレッドカード3点、直接のレッドカード4点、イエローカードを受けてからの直接のレッドカード5点 とし、少ないほうが上位）
8. FIFAによる抽選

## 予選の詳細
前大会の予選では、複数大陸の予選の組み合わせ抽選を一斉に行うというイベントを設けていたものの、今大会についてはそのようなイベントは設けないこととなった。

### アジア予選
前回大会の予選と同様、1次予選・2次予選は翌年のAFCアジアカップ（2023年大会）の予選を兼ねるこのため、本大会開催国であるカタールも2次予選に参加する。
- 1次予選：本大会開催国であるカタールとFIFAランキング上位33チームは2次予選からの出場となる。残る12チームを2チームずつの6組に分け、ホーム・アンド・アウェーで対戦し、勝利した6チームが2次予選進出。
- 2次予選：本大会開催国であるカタール、FIFAランキング上位33チーム、1次予選を勝ち上がった6チームの40チームを5チームずつの8組に分かれ、ホーム・アンド・アウェーの総当たり戦を実施。グループHに入っていた北朝鮮が予選途中で出場を辞退したため、すでに実施されていた北朝鮮との対戦戦績を無効とする。各グループ2位のチーム同士の成績を比較する際は、グループH以外の各グループについては、最下位のグループ5位チームとの戦績を除外したもので比較する。各組1位チームと各組2位チームの内成績上位4チームの12チームが3次予選進出。なお、カタールがグループ1位または同2位のうち成績上位4チームに入った場合は各組2位チーム中成績5番手のチームが繰り上げで3次予選に進出。
- 3次予選（最終予選）：12チームを6チームずつの2組に分け、ホーム・アンド・アウェーでの総当たり戦で対戦し、各組上位2チームがワールドカップ出場権を獲得。各組3位チームは4次予選進出。
- 4次予選（AFCプレーオフ）：当初は前回大会の予選と同様、ホーム・アンド・アウェーで対戦する予定であったが、COVID-19流行の影響により、中立地であるカタールでの1試合勝負に変更された[7]。勝ち残ったチームが大陸間プレーオフに進出する。

### アフリカ予選
当予選をアフリカネイションズカップ2021の予選と兼ねる案もあったものの、採用されないこととなった。その後、当予選は2014年大会の予選と同様の方式を採用することが発表された。
- 1次予選：ランキング上位の26チームは免除。残る28チームが2チームずつに分かれてホーム・アンド・アウェーで対戦し、勝利した14チームが2次予選進出。
- 2次予選：40チームが4チームずつの10組に分かれ、ホーム・アンド・アウェーの総当たり戦を実施。各組1位チームが3次予選進出。
- 3次予選：10チームが2チームずつに分かれてホーム・アンド・アウェーで対戦し、勝利した5チームが本大会出場。

### 北中米カリブ海予選
当初は二部制で行われる予定であった。方式は以下の通り。
- 1部：2020年6月のFIFAランキング上位6チームが出場。6チームによるホーム・アンド・アウェーの総当たり戦を行い、上位3チームは本大会に出場、4位のチームはプレーオフに出場する。
- 2部 グループステージ：1部以外の29チームが出場。8組（4チーム×5組+3チーム×3組）に分かれてホーム・アンド・アウェーの総当たり戦を行う。各組1位チームがノックアウトステージに進出。
- 2部 ノックアウトステージ：進出した8チームがホーム・アンド・アウェーのノックアウトトーナメントを行い、勝ち残った1チームがプレーオフに進出する。
- プレーオフ：1部4位チームと2部ノックアウトステージの勝ち残りチームがホーム・アンド・アウェーで対戦し、勝利したチームが大陸間プレーオフに進出する。

しかしCOVID-19流行により、2020年にFIFAランキング決定に影響する試合が実施できなくなったことを踏まえ、CONCACAFは予選方式の変更を発表した。なお、1次予選グループEに入っていたセントルシアは抽選後に出場を辞退した。
- 1次予選：FIFAランキング上位5チームは3次予選からの出場となる。残る29チームを6組（グループA～グループD、グループFは5チーム、グループEは4チーム）に分け、それぞれ1回総当たり戦（各チームがホーム2試合・アウェー2試合を戦う）を行う。各組1位チームが2次予選に進出する。
- 2次予選：1次予選を勝ち上がった6チームがホーム・アンド・アウェーで対戦し、各勝者が3次予選に進出する。
- 3次予選（最終予選）：1次・2次予選免除の5チームと2次予選から勝ち上がった3チーム、計8チームがホーム・アンド・アウェーの2回総当たり戦を行う。上位3チームはワールドカップ出場、4位チームは大陸間プレーオフに進出する。

### 南米予選
前回大会の予選と同様、全10チームによる総当たり戦で実施され、上位4ヶ国が本大会出場、5位が大陸間プレーオフに回る。
リーグ戦は1試合を残して2022年3月29日までに終了し出場国が確定しているが、唯一未消化だった ブラジルvs アルゼンチン（両国とも本大会出場権獲得済み）についてFIFAがブラジルサッカー連盟に対し「2022年9月22日に両国で合意された場所で開催すること」との書簡を送ったとの報道があったが、8月16日に試合を中止することで合意した。

### オセアニア予選
当初は2020年8月の開始を予定していたものの、COVID-19流行を受け、2021年3月開始で以下の方式で実施する予定であることが発表されたものの延期となった。
- グループステージ（1次予選）：全11チームを5または6チームの2グループに分け、それぞれ集中開催方式で対戦を行う。各組上位2チームが決勝トーナメントに進出する。
- 決勝トーナメント（2次予選）：進出した4チームがホーム・アンド・アウェーのノックアウトトーナメントを行い、勝ち残ったチームが大陸間プレーオフに進出する。

2021年9月15日のOFC執行委員会で、OFC所属各国の出入国制限の問題からOFC域内での予選実施が困難であることを受け、予選を2022年3月にOFC域外のカタールで集中開催する案をFIFAに提示することが決定され、以下の方式で実施されることになった。その後、全11チームの内アメリカ領サモアとサモアが抽選直前に出場を辞退したため、9チームで実施される。
- 予備予選：FIFAランキング最下位であるトンガとFIFAランキング外のクック諸島が1試合勝負で行い、勝者はグループステージに進出する予定であったが、フンガ・トンガ噴火を理由にトンガが出場を辞退したため中止となった[18]。
- グループステージ（1次予選）：8チームを2グループに分け、集中開催方式で1回総当たり戦を行う。各組上位2チームが決勝トーナメントに進出する。
- 決勝トーナメント（2次予選）：進出した4チームが集中開催方式でノックアウトトーナメントを行い、勝ち残ったチームが大陸間プレーオフに進出する。

### ヨーロッパ予選
UEFAネーションズリーグ2020-21の成績に基づきプレーオフ進出チームを決定することが想定されていることが報じられており、UEFAは2019年12月4日に、執行委員会でこの案を実際に採用することを決定した（ただし、FIFAが承認する必要がある）と発表した。方式は以下の通り。
- グループステージ（1次予選）：出場全チームを10グループに分けてそれぞれ総当たり戦を行い、各組1位チームがワールドカップ出場権を獲得する。
- プレーオフ（2次予選）：グループステージの各組2位チーム（10チーム）ならびに、グループステージ各組3位以下のチームのうちネーションズリーグの成績が上位の2チーム、合計12チームでプレーオフ（4チームずつの3組に分かれる。各対戦は1試合勝負）を行う。それぞれで勝ち残った3チームがワールドカップ出場権を獲得する。

### 大陸間プレーオフ
アジア（AFC）第5代表、北中米カリブ海（CONCACAF）第4代表、南米（CONMEBOL）第5代表、オセアニア（OFC）代表によって競われる。出場4チームが2チームずつに分かれて1試合勝負で対戦し、勝者に本大会への出場権が与えられる。
当初は2022年3月に開催される予定であった ものの、COVID-19流行を受け、2022年6月の開催に延期することが2020年6月25日に発表された。さらに2021年11月19日には、対戦をホーム・アンド・アウェーの2試合勝負から、事前に指定された国（カタール）での1試合勝負に変更することが発表された。

## 大会規定
- REGULATIONS FIFA World Cup 2022(TM) Preliminary Competition (PDF) , 国際サッカー連盟, 2019年7月19日閲覧.